# San Salvador FC
San Salvador FC – salwadorski klub piłkarski z siedzibą w San Salvador.

## Historia
San Salvador FC został założony 7 stycznia 2002 roku w San Salvador i kupił licencję ADET (Asociación Deportiva el Tránsito) aby uczestniczyć w sezonie Clausura 2002 Salwadorskiej Primera División. Drużyna, w której grali wielu obcokrajowców, wraz z legendą Salwadoru Mágico González zdobyła mistrzowski tytuł Clausura 2003. 
Po sezonie Clausura 2008 klub zakończył na przedostatnim miejscu w lidze i w rezultacie musiał wziąć udział w fazie playoff z wicemistrzem Segunda División Juventud Independiente aby pozostać w pierwszej lidze. San Salvador FC przegrał baraże 2:4 w dwumeczu i został zdegradowany. Następnie klub nadal miał problemy, tym razem z powodu zarzutów graczy o nie wypłaceniu pensji według kontraktu. Zarząd klubu nie mógł pozwolić sobie na wypłaty swoim piłkarzom, więc postanowił sprzedać swoje miejsce w Segunda División, a otrzymane pieniądze wypłacić swoim graczom. To skutecznie zabiło klub i od 2008 zaprzestał swoją działalność.

## Sukcesy

### Trofea międzynarodowe
Nie uczestniczył w rozgrywkach CONCACAF (stan na 31-05-2014).

### Trofea krajowe
| \| \| Zdobyte trofea w rozgrywkach Salwadoru (stan na: 31-05-2014) \| |                                                              |      |                    |
| Rozgrywki                                                             | Osiągnięcie                                                  | Razy | Sezon(y)           |
| Mistrzostwo                                                           | I miejsce                                                    | 1    | 2002/03 (Clausura) |
| Mistrzostwo                                                           | II miejsce                                                   | 1    | 2002/03 (Apertura) |
| Mistrzostwo                                                           | III miejsce                                                  | 0    |                    |
| Puchar                                                                | zdobywca                                                     | 0    |                    |
| Puchar                                                                | finalista                                                    | 0    |                    |
| II liga                                                               | I miejsce                                                    | 0    |                    |
| II liga                                                               | II miejsce                                                   | 0    |                    |
| II liga                                                               | III miejsce                                                  | 0    |                    |
| Salwador                                                              | Zdobyte trofea w rozgrywkach Salwadoru (stan na: 31-05-2014) |      |                    |

## Stadion
Klub rozgrywał swoje mecze domowe na stadionie Estadio Cuscatlán w San Salvador, który mógł pomieścić 52,9 tys. widzów.